# Morochata
Morochata es una localidad y municipio de Bolivia, ubicada en la provincia de Ayopaya del departamento de Cochabamba, a una altitud de 2969 m s. n. m. (metros sobre el nivel del mar) y con una superficie de 7877 km2.
El municipio de Morochata tiene una población de 12 797 habitantes. La población de Morochata, por su carácter urbano, es de tipo concentrado. Sus calles, en la actualidad, no cuentan con señalización urbana.

## Geografía
El municipio de Morochata se encuentra en la parte sur de la provincia de Ayopaya, al oeste del departamento de Cochabamba. Limita al oeste con el municipio de Independencia, al norte con el municipio de Cocapata, al este con los municipios de Quillacollo y Vinto en la provincia de Quillacollo, al sureste con el municipio de Sipe Sipe de la misma provincia, y al sur con el municipio de Tapacarí en la provincia homónima.
La localidad de Morochata, que es la cabecera municipal, está delimitada por las siguientes jurisdicciones territoriales: al noroeste, con la localidad Parangani; al sur, con la localidad Huilla Collpa; al este, con la localidad Sayari Cueva; y, al oeste, con la localidad Tuini.
La configuración del relieve topográfico de la localidad se presenta en terreno montañoso, accidentado e irregular, con la existencia de serranías de pendientes pronunciadas, que varían desde el 4 % al 45 %, existe poca vegetación, típica de cabecera de valle.

## Clima
El clima predominante es templado. La temperatura media anual del aire es de 14.0 °C. La temperatura media en el mes más frío es de 16.8 °C. El período de lluvias se concentra entre diciembre y marzo, con una precipitación media anual de 800 mm.
La radiación solar en el mes de junio es de 400 cal/cm2/día, y entre noviembre y enero de 360 cal/cm2/día. La evaporación media estimada es de 3.7 mm/día.

## Demografía
De acuerdo con el censo boliviano de 2024, la población del municipio de Morochata es de 14 598 habitantes.
| Año  | Habitantes (municipio) | Fuente       |
| ---- | ---------------------- | ------------ |
| 1992 | 26.049                 | Volkszählung |
| 2001 | 34.134                 | Volkszählung |
| 2012 | 26.049                 | Volkszählung |
| 2024 | 14.598                 | Volkszählung |

## Características socioculturales

### Procedencia
Antes de la llegada de los españoles ya existieron asentamientos humanos, en la región los primeros pioneros se aventuraron en busca del metal precioso el oro; cautivados por las extensiones de terrenos fértiles, se establecieron para labrar la tierra. Antes de la reforma agraria se encontraban grandes haciendas como las de Sanipaya y Cuty que pertenecía al padre de Don Pedro Domingo Murillo.
Hasta antes de su designación como segunda sección de la provincia Ayopaya, Morochata era solamente un pueblo, según ley de 30 de noviembre de 1888 la capital de la provincia se traslada al pueblo de Morochata. Por ley de 24 de enero de 1911 se crea una Junta Municipal en Morochata, compuesta de cinco vocales, cuya atención comprenderá los cantones: Chinchiri, Punacachi, Pucarani y Yayani y la mitad oriental del cantón Cocapata. El Municipio de Morochata está compuesto por 8 cantones: Morochata, Choquecamata, Cocapata, Punacachi, Chinchiri, Icari, Pucarani y Yayani, aglutinando a más de 168 comunidades.

### Origen étnico
Morochata por sus características históricas es un poblado de origen aimara, en el tiempo de la llegada de los españoles a las zonas altas fueron descubriendo reducidos asentamientos humanos, en toda la región de la provincia, esta organización obedecía a un sistema productivo que exigía la estructuración de una economía definida por el conocimiento adecuado del calendario agrario, calidades y potencialidades del suelo. todo ello determinado por ciclos climáticos y estacionales de cada región y piso ecológico.

### Idioma
Los idiomas más hablados en el municipio de Morochata son: español, quechua y aimara este último hablan en menor grado. El 20 % de la población parlamentan es quechua, el 80 % es bilingüe hablan el castellano, quechua.

### Religión y costumbres
La población de Morochata practica, en su mayoría, la religión católica, en un 80 %, la evangélica en un 15 %, y otras en un 5 %.
Los pobladores, a pesar de la existencia de las religiones mencionadas, mantienen la creencia y ritos aimaras y quechuas, como ser: la pachamama o la madre tierra, venerada en medio de ritos con el objeto de proteger a la naturaleza y los productos que esta brinda, ya que es considerado el símbolo de la fertilidad, de la abundancia y del bienestar social.

### Costumbres
La práctica de la medicina tradicional es una costumbre más practicada por la población, debido a que la mayoría de los pobladores tiene conocimientos sobre el manejo y uso de los remedios caseros, elaborados sobre la base de insumos naturales (hierbas), además de que constituye un medio de relación con la naturaleza y sus tradiciones culturales. Por cuanto, las enfermedades comunes son tratadas en sus mismas unidades familiares; solamente en casos de extrema emergencia acuden a los centros o puestos de salud del Municipio.

## Economía
La principal actividad económica desarrollada en la localidad de Morochata, en el área urbana en lo comercial, cuenta con tiendas de barrio, el mercado central, casas de hospedaje, chicherías y algunas dependencias de instituciones. La gran parte de la población se dedica a la actividad agrícola los principales productos son: papa, maíz, haba, cebada, avena. La actividad ganadera, con la crianza de ganado vacuno, ovino, porcino solamente es para cubrir las necesidades de autoconsumo.
En el sistema de producción es tradicional y la infraestructura productiva también es tradicional, reduciéndose a silos para cereales (pirhuas: silos rudimentarios hechos de material de barro y adobe), silos para tubérculo como hoyos de tierra en los predios de producción forrados con pajas y cubiertos de tierra, canales de riego o acequias de tierra, y tomas de agua construidos de material de piedra y tierra.
No utilizan maquinaría agrícola, por la topografía accidentada que dificulta su uso. En la preparación de los suelos y en la siembra emplean tracción animal.
También se puede observar en la localidad un movimiento comercial, por la feria que se realiza los días domingos, el mercado de Morochata es uno de los centros de abasto más concurrido por las comunidades vecinas, se comercializa toda clase de productos de primera necesidad.

## Transporte
La población está emplazada a una distancia de aproximadamente 76 km al noroeste de Cochabamba, la capital departamental.
Desde Cochabamba, la ruta troncal asfaltada Ruta 4 conduce al oeste por 17 kilómetros vía Quillacollo hasta Vinto. Allí, la ruta troncal sin pavimentar Ruta 25 se bifurca hacia el noroeste y supera alturas de más de 4.300 m s. n. m. en los 59 kilómetros de ruta hacia Morochata, para luego continuar hasta Independencia con dirección hacia La Paz.

## Servicios básicos

### Agua potable
La localidad de Morochata cuenta (2012) con sistema de abastecimiento de agua sobre la base de la gestión de tres CAPyS (Comité de Agua Potable y Saneamiento) independientes que en su conjunto brindan servicio de abastecimiento de agua a 182 usuarios. Los tipos de los sistemas son por gravedad. Los tres subsistemas fueron construidos con apoyo del FIS. Las actuales fuentes de abastecimiento se encuentran hacia el este de la población. El suministro de agua es deficiente pues el servicio no es continuo, debido al déficit de agua que se tiene en las fuentes.

### Saneamiento
Actualmente (2012) la localidad de Morochata cuenta con un sistema colectivo de recolección, transporte, tratamiento y disposición de aguas residuales, dividido en 4 subsistemas. Solamente el 64 % de las viviendas cuentan con conexión al sistema de alcantarillado. La disposición de las aguas grises en los hogares, producto del lavado de ropa o utensilios de cocina, es realizada de las siguientes formas: el 44.9 % de las personas echa en el patio de la casa, el 25 % de las personas echa a la calle, y el 27.2 % al sistema de alcantarillado sanitario.

### Energía eléctrica
El servicio de energía eléctrica es suministrado por la empresa EDEL S.A.M. - Empresa Distribuidora Eléctrica Cochabamba, con un voltaje de 220 V. El 95 % de la población dispone del servicio de energía eléctrica.

## Fuente
Programa de Agua Potable y Saneamiento de Pequeñas Localidades y Comunidades Rurales de Bolivia. Desarrollado por el Gobierno Nacional en 2011-2012.
- Datos: Q990755